# Джонатан Вільямс (футболіст)
Джонатан Вільямс (англ. Jonathan Peter Williams, нар. 9 жовтня 1993) — валлійський футболіст, півзахисник клубу «Мілтон-Кінс Донс».
Виступав, зокрема, за клуб «Крістал Пелес», а також національну збірну Уельсу.

## Клубна кар'єра
Народився 9 жовтня 1993 року. Вихованець футбольної школи клубу «Крістал Пелес». Дорослу футбольну кар'єру розпочав 2011 року в основній команді того ж клубу, в якій провів три сезони, взявши участь у 52 матчах чемпіонату. 
Згодом з 2014 по 2016 рік грав почергово у складі «Крістал Пелес» та на правах оренди у складі команд клубів «Іпсвіч Таун» та «Ноттінгем Форест».
До складу клубу «Мілтон-Кінс Донс» на правах оренди приєднався 2016 року. Відтоді встиг відіграти за клуб з Мілтон-Кінс 13 матчів в національному чемпіонаті.

## Виступи за збірні
У 2007 році дебютував у складі юнацької збірної Уельсу, взяв участь у 21 іграх на юнацькому рівні, відзначившись одним забитим голом.
Протягом 2010–2013 років залучався до складу молодіжної збірної Уельсу. На молодіжному рівні зіграв у 8 офіційних матчах, забив 1 гол.
У 2013 році дебютував в офіційних матчах у складі національної збірної Уельсу. Наразі провів у формі головної команди країни 11 матчів.